# シャオロン (中日ドラゴンズ)
シャオロン（SHAOLON）は、日本プロ野球・中日ドラゴンズのマスコットキャラクター。1997年にナゴヤドーム開場と同時に採用された新しいペットマークを基にしている。デザインは公募で決定され、ドラゴンズの頭文字であるDとドラゴンがモチーフ。名前は「小さい龍」から「シャオ（小）ロン（龍）」と名付けられた。
図案のためか、真正面から見たり予備知識がないと何の生き物か判断できずカバと誤解されやすい。

## マスコットとしての特徴など
- ドラゴンズマスコットのリーダー。性別は不明だが、恐らくオスと思われる。
- 現在の背番号は登場年と同じ1997。2003年までは777を付けていた。常にホーム用ユニフォームを着用しているが、夏の「ゆかたデー」では浴衣姿で登場する。
- ペットマークとの違いは、腕と足首がある、ユニフォームの着用、胴回りが大きい、目が丸く瞳にハイライトが入っている等が挙げられる。
- 鼻の穴はファンとのグリーティングの最中は閉じている。また、表面からは確認できないが頭の下に口が存在する。
- マスコットとしては比較的大きく、身長はナゴヤドームのグランド通路とほぼ同じ高さである。したがって、他球場訪問や球場外でのイベント時には、大きな足のため段差に弱い、巨大な頭のため狭いドアや通路が通れない、視界が悪く周囲の様子が確認できないなどの制約があり、姿を見せないことが多い[1]。ただし、セ・パ交流戦での他球場訪問にはわずかながら初年度から参加している。
- 優等生に見られがちだが、いたずらをするなど茶目っ気がある。
- 好きな食べ物はドーナツと肉[2]。

## エピソード

### 登場初期
当初は極めて鈍重な動作であったため、イニングの合間に登場しても満足に動けず帰っていくことが常だった。その後、胴回りがかなりスリムになり、機動力が大幅に向上。バイクの運転や外野スタンドまで足を伸ばせるようになり、機敏なダンスも披露している。
なお、登場初期の球団グッズは「ペットマークとしてのシャオロン」と区別する意味で「スタジアムシャオロン」と名づけていた。

### パオロン登場
2000年シーズンよりシャオロンの女の子バージョンとしてパオロン（宝龍）が登場。球団側は当初、シャオロンとは兄妹の関係であると発表したが、のちに兄妹とも友達とも言われている不思議な関係と変更された。2006年発行の「中日ドラゴンズ70年史」にその旨が明記されている（詳細はパオロンの項を参照）。現在では、シャオロン同様に性別不明となっている。

### その他
2000年放送の雷波少年（日本テレビ系）でのコーナー『熱狂的巨人ファン vs 中日ファン2000』にて、巨人が6連勝した際に巨人ファンへの褒美のひとつとして巨人のマスコット・ジャビットを呼び寄せたところ、中日ファンが「シャオロンに会いてぇ・・・」と嘆いていた。シャオロンは中日ファンへ手紙を返信したことがある。

## 誕生から現在まで
1997年
- 3月12日、ドラゴンズの新本拠地であるナゴヤドームが開場。ドラ坊やに代わる新たなペットマークとして採用され、同時に着ぐるみも登場。当時の背番号は777。

1999年
- 10月22日、日本プロ野球全12球団のマスコットが図案化された日本プロ野球セパ誕生50周年の記念切手が発行された[3]。ドラゴンズ代表として図案化される（ドアラは採用されなかった）。

2003年
- 尻尾の部分が強化されイラストに忠実となる。しかし、尻尾を引っ張られるいたずら被害に遭ってしまう。以前は尻尾の強度が弱く垂れないように細いワイヤーが頭部とつなげられていた。

2004年
- ユニフォーム新調にあわせ、ドアラとともに背番号を変更。登場年の1997となった[4]。

2005年
- 同年よりプロ野球交流戦開始。同時にパ・リーグ所属球団主催試合の遠征にも全試合ではないが参加するようになる。

2007年
- シャオロンが主役のマスコットイベント「シャオロンデー」を4月8日に初開催。前年の「ドアラデー」の好評を受け「パオロンデー」とともに実現した。

2020年
- 『トミカ絆合体 アースグランナー』第35話へ、セ・リーグ他球団すべてのマスコットキャラおよびパオロン、ドアラと共にゲスト出演した。